# Thaumaglossa tonkinea
Thaumaglossa tonkinea es una especie de escarabajo de piel del género Thaumaglossa, de la familia Dermestidae, orden Coleoptera. Mide aproximadamente 2,5-2,9 mm de longitud.

## Distribución
Se distribuye por Asia: Malasia, Singapur, Sri Lanka, Tailandia, Vietnam y China.

## Taxonomía
Fue descrita por Pic en 1916.